# 안효제
안효제(安孝濟, 1850년 ~ 1916년)는 조선 말기의 문신이다. 본관은 탐진(耽津). 자는 순중(舜仲), 호는 수파(守坡)이다.

## 생애
본관은 탐진(耽津)으로 안기종(安起宗)의 후손이다. 경상남도 의령 출신이다.
1883년(고종 20) 식년 문과에 병과로 급제하였다.
1884년 승문원 부정자(承文院副正字)로서 의복 제도를 변경하는 영(令)의 부당함을 상소하였다.
1887년 성균관전적(典籍)에 재등용되었고, 1889년 정언(正言)이 되었다.
1893년 관황녀(關皇女)의 처벌을 상소하다가 추자도(楸子島)에 안치(安置)되었다.
1894년 홍문관 수찬(弘文館修撰)에 제수되었으나 부임하지 않았다.
1895년 단발령에 반대하였다.
1910년 일제의 은사금(銀賜金) 지급을 거부하여 창녕경찰서에 갇혔다.

## 같이 보기
- 의령 수파정 - 안효제를 모신 재실. 경상남도 문화재자료 제650호, 2018년 8월 30일 지정